# Diathrausta cacalis
Diathrausta cacalis is een vlinder uit de familie van de grasmotten (Crambidae), uit de onderfamilie van de Spilomelinae. De wetenschappelijke naam van deze soort is voor het eerst voorgesteld door Harrison Gray Dyar Jr. in een publicatie uit 1913.
De soort komt voor in Mexico en Costa Rica.